# لي جاي-وون
لي جاي-وون (هانغل: 이재원) هو لاعب كرة قدم كوري جنوبي في مركز الهجوم، ولد في 2 يونيو 1992 في كوريا الجنوبية. لعب مع Kataller Toyama ‏.

## وصلات خارجية
- لي جاي-وون على موقع رابطة كرة القدم اليابانية للمحترفين (اليابانية)
- لي جاي-وون على موقع دوري كوريا الجنوبية (الإنجليزية)
- لي جاي-وون على موقع قاعدة بيانات كرة القدم.إي يو (الإنجليزية)